# Гней Бебий Тамфил (претор)
Гней Бе́бий Тамфи́л (лат. Gneius Baebius Tamphilus; умер после 167 года до н. э.) — римский политический деятель из плебейского рода Бебиев, претор 168 года до н. э.

## Биография
Квинт Бебий принадлежал к незнатному плебейскому роду, который вошёл в состав римского нобилитета в конце III века до н. э. В 168 году до н. э. он получил претуру, причём занял самый почётный пост в коллегии — пост городского претора. В 167 году до н. э. Тамфил был в числе пяти членов комиссии, занимавшейся совместно с претором Луцием Аницием Галлом послевоенным устройством Иллирии. Кроме него, в эту комиссию входили консуляр Публий Элий Лиг, преторий (бывший претор) Гай Цицерей, а также Публий Теренций Тусцивикан и Публий Манилий. Иллирийское царство поддержало Персея Македонского в его войне против Рима и было разгромлено, а потому теперь легаты, находясь в Скодре, отменили царскую власть. Они приказали иллирийцам от имени сената и народа Рима «быть свободными». Территория царства была разделена на три республики, которые должны были выплачивать Риму подать. При этом некоторые общины, которые перешли на сторону Рима ещё в ходе войны, легаты освободили от налогов. Позже все эти земли составили новую провинцию.
Возможно, именно этого нобиля имеет в виду Плиний Старший, рассказывая о Гнее Бебии Тамфиле, который умер скоропостижно и без всяких видимых причин.